# Naser Alizadeh
Naser Alizadeh (in persiano ناصر علیزاده‎; Shahrestān di Nur, 1998) è un lottatore iraniano, specializzato nella lotta greco-romana. È stato campione continentale negli 87 kg ai campionati asiatici di Almaty 2021 e Ulan Bator 2022.

## Palmarès
| Anno | Manifestazione      | Sede       | Evento | Risultato | Note |
| ---- | ------------------- | ---------- | ------ | --------- | ---- |
| 2021 | Campionati asiatici | Almaty     | 87 kg  | Oro       |      |
| 2021 | Mondiali U23        | Belgrado   | 87 kg  | Bronzo    |      |
| 2022 | Campionati asiatici | Ulan Bator | 87 kg  | Oro       |      |

## Altre competizioni internazionali
2021
- Bronzo negli 87 kg nel Torneo mondiale di qualificazione olimpica ( Sofia)
- 10º negli 87 kg nel Vehbi Emre & Hamit Kaplan Tournament ( Istanbul)